# Подвисока
Подвисока (слч. Podvysoká) насељено је мјесто са административним статусом сеоске општине (слч. obec) у округу Чадца, у Жилинском крају, Словачка Република.

## Становништво
| Година:    | 1994. | 2004.    | 2014.   | 2024.   |
| ---------- | ----- | -------- | ------- | ------- |
| Број људи: | 1095  | 1213     | 1326    | 1347    |
| Разлика:   |       | +10,77 % | +9,31 % | +1,58 % |

| Година:    | 2023. | 2024.   |
| ---------- | ----- | ------- |
| Број људи: | 1359  | 1347    |
| Разлика:   |       | -0,88 % |

Према подацима о броју становника из 2024. године насеље је имало 1347 становника.